# 董雲漢
董雲漢（？—？年），字倬菴，号西泉，雲南澂江府河陽縣人，民籍。明朝政治人物。

## 生平
明正德二年（1507年）丁卯科雲貴乡试舉人，九年（1514年）甲戌科三甲第163名進士，十一年任宁波府推官，十五年四月选授南京山东道試监察御史，十六年二月實授。嘉靖初参与議大禮，三年（1524年）六月升河南按察司佥事。
董云汉与澂江知府蒋弘德增修隆庆《澂江府志》。